# Avelengo
Avelengo (Hafling in tedesco) è un comune italiano di 818 abitanti della provincia autonoma di Bolzano in Trentino-Alto Adige. Fa parte del comprensorio del Burgraviato.
Il comune è noto per aver dato il nome alla razza equina Avelignese.

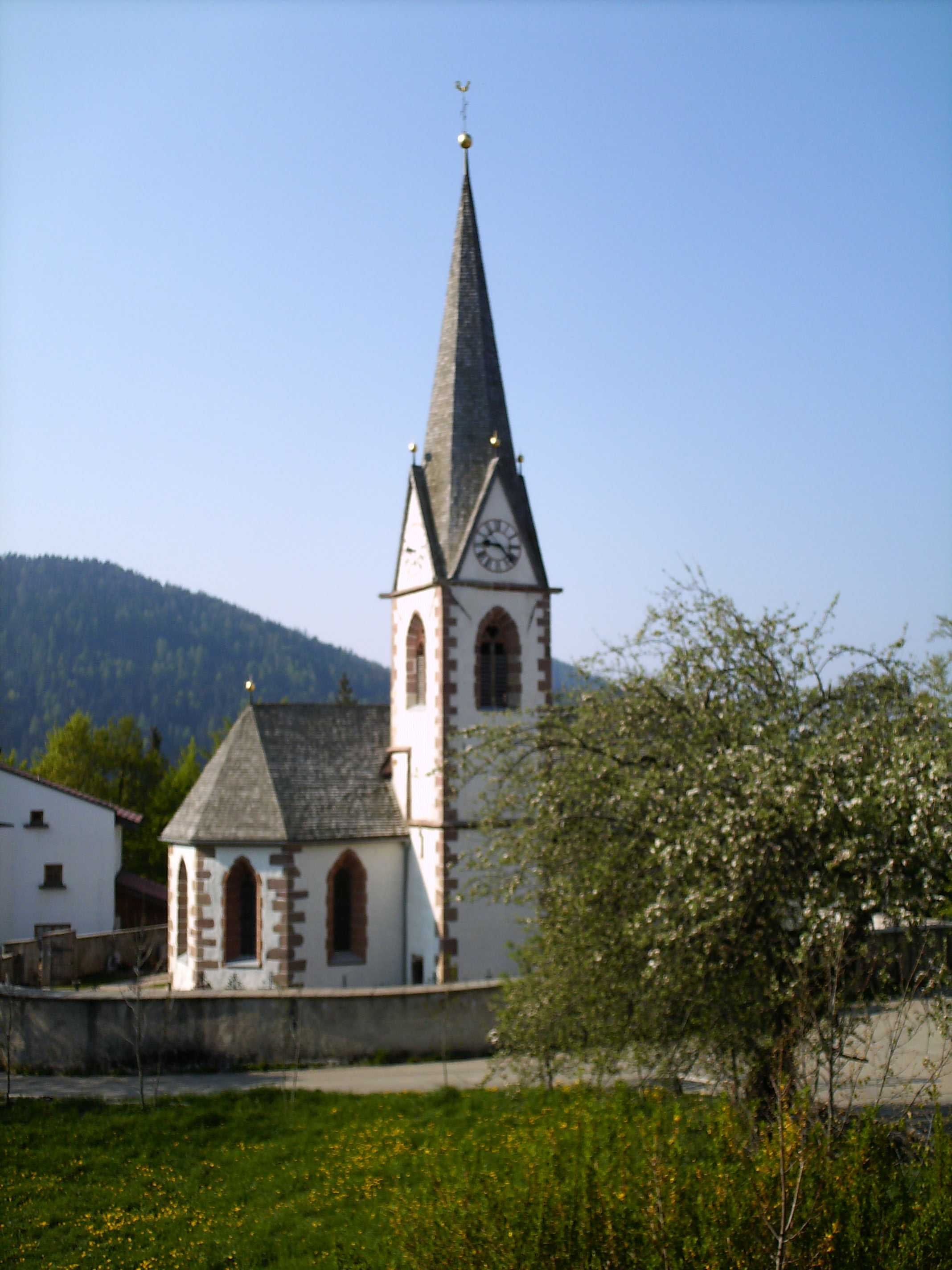
Chiesa di San Giovanni

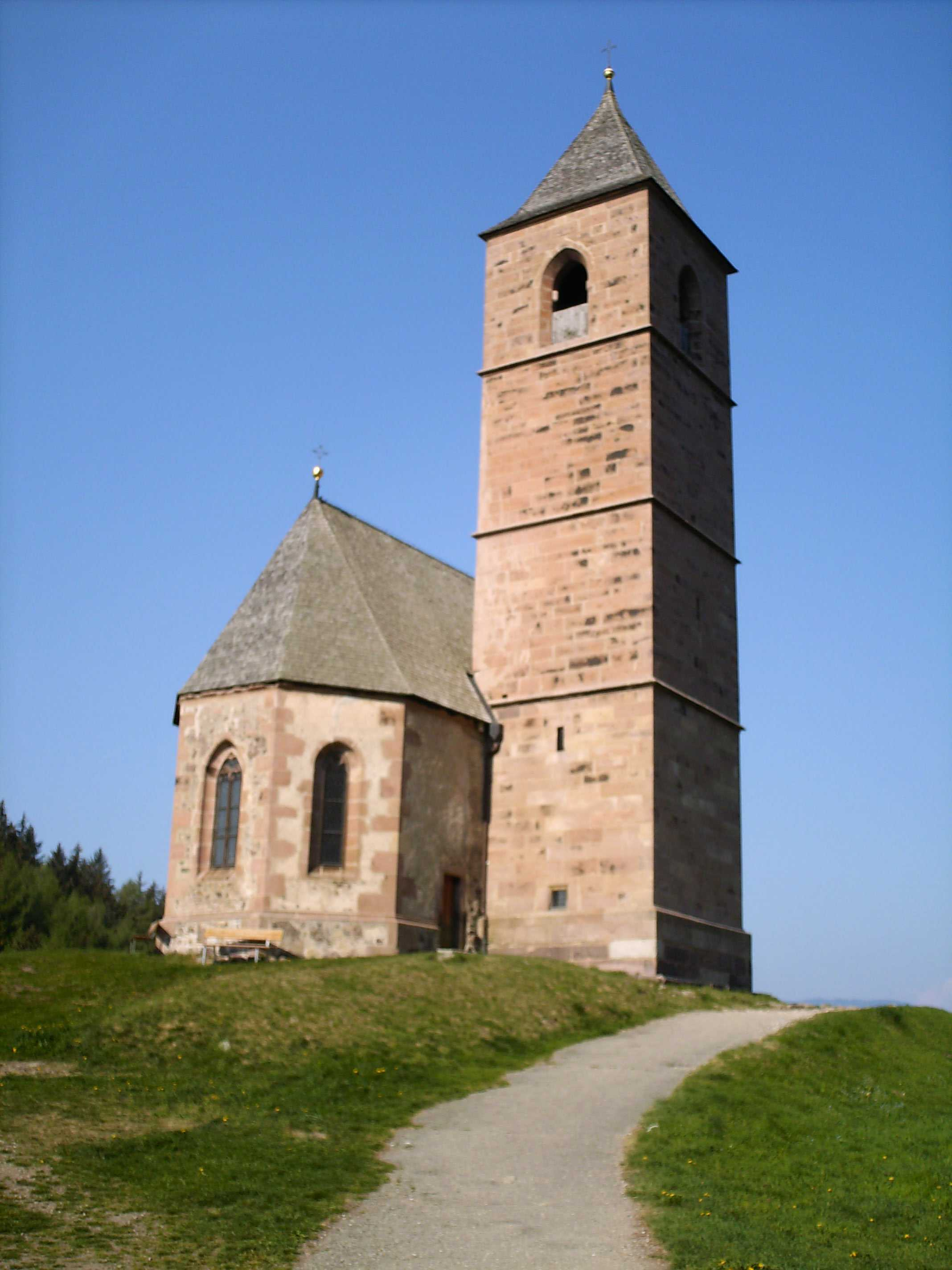
Chiesa di Santa Caterina

## Origini del nome
Il toponimo è attestato per la prima volta nel 1170 come Hafningen, Haviningo, Heviningen, Heveninga e deriva probabilmente da hafele diminutivo di haf ("maso"). La forma italiana è un'italianizzazione fonetica di quella tedesca.
Insieme a Hône, è uno dei due comuni italiani il cui nome comincia con la lettera H.

## Storia
Nel territorio comunale sono stati rinvenuti reperti archeologici risalenti all'età di ferro, segnatamente presso il Melchboden. La topografia del centro abitato (caratterizzato da masi sparsi con una chiesa in posizione centrale) evidenzia le sue origini altomedievali, esattamente nel periodo della colonizzazione baiuvara. Nell'urbario dei conti del Tirolo del 1288 compaiono elencati i nomi dei singoli insediamenti.
Il comune fu accorpato nel 1931 a Merano, per poi tornare autonomo nel 1957.

### Simboli
Il cavallo è della locale razza Avelignese; la montagna ed il pino simboleggiano l'altitudine del borgo. Lo stemma è stato concesso nel 1967.

## Monumenti e luoghi d'interesse

### Architetture religiose
- Chiesa della Natività di San Giovanni Battista
- Chiesa di Santa Caterina

### Architetture civili
Presso il paese si trova il ponte con la maggior campata di tutto l'Alto Adige, restaurato nel 2008.

## Società

### Ripartizione linguistica
La popolazione di Avelengo è quasi totalmente germanofona. È del tutto assente il gruppo linguistico ladino:
| %      | Ripartizione linguistica (gruppi principali) |
| ------ | -------------------------------------------- |
| 96,87% | madrelingua tedesca                          |
| 3,13%  | madrelingua italiana                         |
| 0,00%  | madrelingua ladina                           |

### Evoluzione demografica
Abitanti censiti

### Etnie e minoranze straniere
Secondo i dati ISTAT al 31 dicembre 2015 la popolazione straniera residente ammontava a 53 persone.

## Amministrazione
| Periodo | Periodo   | Primo cittadino  | Partito | Carica  | Note   |
| ------- | --------- | ---------------- | ------- | ------- | ------ |
| 2005    | 2010      | Josef Reiterer   | SVP     | Sindaco | [ 13 ] |
| 2010    | 2020      | Andreas Peer     | SVP     | Sindaco | [ 13 ] |
| 2020    | in carica | Sonja Anna Plank | SVP     | Sindaco | [ 13 ] |

## Sport
La 15ª tappa del Giro d'Italia 1988 si è conclusa a Merano 2000 con la vittoria del francese Jean-François Bernard.
La società calcistica del paese è l’SpG Meltina Verano Avelengo, che nella stagione 2019-2020 milita in Seconda Categoria, girone A dell’Alto Adige.